# Clínica Antioquia (Colombia)
La Clínica Antioquia  es un centro hospitalario Colombiano con sedes administrativas en  Medellín,  Itagüí, Envigado y Bello (Antioquia), regulado por el Sistema de salud en Colombia.

## Historia
La clínica se inauguró en el año de 1973 con inversión privada. Es uno de los hospitales más reconocidos en el departamento de Antioquia.

## Servicios
| - Ortopedia - Terapia Médica Intensiva - Anestesiología - Quirófano Central - Laboratorio - Cirugía general - Medicina interna - Urgencias - Pediatría |